# Компета
Ко̀мпета (на испански: Cómpeta) е град в южна Испания, разположен в провинция Малага на автономната област Андалусия. Населението му е 3847 души (по данни към 1 януари 2017 г.).
Разположен е на 636 m надморска височина в Бетическите планини, в подножието на връх Марома, на 11 km северно от брега на Средиземно море и на 42 km североизточно от град Малага. Градът възниква през Римската епоха като пазарен център при пресичането на няколко пътя. Днес значителна част от жителите му са чужденци, главно от Великобритания.